# Western Argus
O Western Argus foi um jornal publicado em Kalgoorlie, Austrália Ocidental, entre 1894 e 1938.
Ele teve três nomes diferentes ao longo do tempo:
- Western Argus, 1894-1896[1]
- Kalgoorlie Western Argus, 1896-1916[2]
- Western Argus, 1916-1938

Foi trazido pela Hocking & Co. Ltd. em 1896.
Era um semanário que tinha escritórios no mesmo prédio que o Kalgoorlie Miner na Hannan Street. Também foi promovido no Kalgoorlie Miner.